# Veli Rat
Veli Rat je naselje i lučica na sjeverozapadnom dijelu Dugoga otoka na obali uvale Ćune koju uski kanal spaja sa zaljevom Pantera. 
Gospodarska je osnova poljodjelstvo, ribarstvo i turizam. Jugoistočno od Velog Rata je prostrana uvala Sakarun, a sjeverozapadno od njega nalazi se svjetionik Veli rat. Na državnoj je cesti koja prolazi uzduž otoka. 
Područje Velog Rata naseljeno je od rimskog doba. Današnje naselje spominje se prvi put 1327., od kada potječe i poslije pregrađivana crkva sv. Ante. U nedalekom Veruniću je barokna crkva Gospe od Karmena iz 1679. godine. 
Osim župne crkve Sv. Ante u mjestu, u dvorištu lanterne nalazi se i kapelica Sv. Nikole, zaštitnika pomoraca, u kojoj je sačuvan Rimski misal iz 1869. godine. U kapelici se sve češće organiziraju romantična vjenčanja.
U veloratskoj župi službovao je hrvatski prirodoslovac don Blaž Cvitanović, koji je napisao rad o veloratskoj fauni školjkaša.

## Stanovništvo
| broj stanovnika | 263   | 533   | 230   | 320   | 315   | 337   | 452   | 300   | 286   | 282   | 245   | 239   | 167   | 140   | 83    | 60    | 91    |
|                 | 1857. | 1869. | 1880. | 1890. | 1900. | 1910. | 1921. | 1931. | 1948. | 1953. | 1961. | 1971. | 1981. | 1991. | 2001. | 2011. | 2021. |

## Poznate osobe
- Marijan Oblak, zadarski nadbiskup
- Mate Garković, zadarski nadbiskup
- don Blaž Cvitanović, hrv. prirodoslovac, katolički svećenik